# Ululodes apollinaris
Ululodes apollinaris är en insektsart som beskrevs av Navás 1927. Ululodes apollinaris ingår i släktet Ululodes och familjen fjärilsländor. Inga underarter finns listade i Catalogue of Life.